# Vi hoàng ở động
Vi hoàng ở động hay còn gọi kim đằng (danh pháp khoa học: Senecio spelaeicola) là một loài thực vật có hoa trong họ Cúc. Loài này được (Vaniot) Gagnep. miêu tả khoa học đầu tiên năm 1920.